# Borghesiske fäktaren

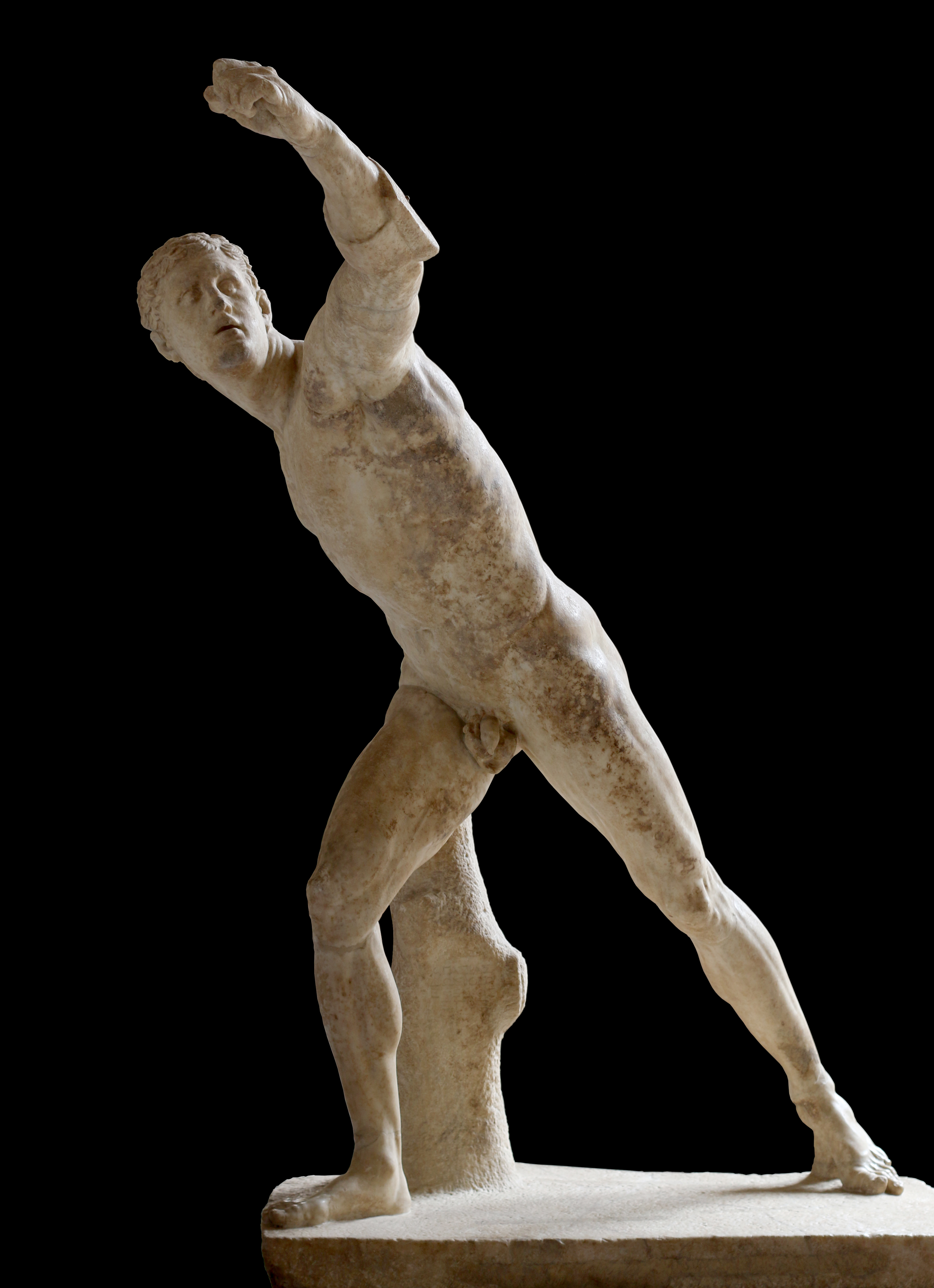

Borghesiske fäktaren är namnet på en hellenistisk marmorskulptur, ursprungligen i familjen Borgheses ägo, numera på Louvren.
Skulpturen föreställer en stridande naken man, i sina händer har fäktaren ursprungligen hållit en sköld och ett svärd, numera försvunna. På trädsammen är skulpturen signerad av Agasias från Efesos.